# جراحی مؤنث‌سازی چهره
جراحی مؤنث‌سازی چهره (به انگلیسی: Facial feminization surgery) یا FFS مجموعه‌ای از روش‌های جراحی و ترمیمی است که ویژگی‌های مردانه صورت را به حالات زنانه تبدیل می‌کند. این جراحی می‌تواند شامل جراحی استخوان مانند بالا کشیدن ابرو، جراحی زیبایی بینی، کاشت گونه و پروتز لب یا مواردی چون از بین بردن موهای صورت باشد. هر چهره‌ای صفات ثانوی جنسی دارد که تشخیص زن یا مرد بودن را راحت می‌کند به عنوان مثال مردان بینی بزرگتری نسبت به زنان دارند یا زنان چانه تیزتری نسبت مردان دارند. شکل پیشانی و جمجمه نیز در بین مردان و زنان متفاوت است. تغییر شکل پیشانی یکی از راه‌هایی است که کمک می‌کند تا بتوان چهره مردانه را به زنانه تبدیل کرد.
برای بسیاری از تراجنسی‌ها جراحی مؤنث‌سازی چهره یک مرحله پزشکی ضروری محسوب می‌شود تا فرد را از آشفتگی جنسی رها سازد. این جراحی حتی ممکن است بیشتر از جراحی تغییر جنسیت فرد را کمک کند و آرامش بیشتری به فرد دهد.
مطالعات نشان داده که ترنس‌های زنی که جراحی مؤنث سازی چهره را انجام داده‌اند کیفیت زندگی بهتر و آرامش بیشتری نسبت به افرادی که این جراحی را انجام نداده‌اند، دارند
اغلب مراجعه کنندگان برای جراحی مؤنث سازی چهره، تراجنسی هستند اما ممکن است افرادی دیگر مانند مبدل‌پوش‌ها نیز خواهان این اقدام باشند.

## اقدامات جراحی
اقداماتی که برای جراحی مؤنث سازی چهره انجام می‌شود می‌تواند شامل یک یا چند مورد از موارد زیر باشد:

### اصلاح خط مو
در مردان معمولاً خط رویش مو بالاتر از زنان است و پیشانی بلندتری دارند و معمولاً گوشه‌های کناری مو خالی‌تر از زنان است و حالتی شبیه حرف انگلیسی "M" دارد. خط مو را می‌توان با کاشت مو پایین‌تر آورد و گوشه‌های خالی آن را پر کرد.

### بالا کشیدن ابرو
معمولاً زن‌ها مایل ابروی بالاتر و منطقه پشت چشم بیشتری نسبت به مردان دارند. جراحی بالا کشیدن ابرو یکی از اقدامات مؤنث سازی چهره است.

### جراحی زیبایی بینی
مرداها معمولاً بینی بزرگتر و پهن‌تری نسبت به زنان دارند. در حالت کلی بینی زنان به سمت بالا متمایل است. جراحی زیبایی بینی یکی از مؤثرترین جراحی‌ها در مؤنث سازی چهره است.

### پروتز گونه
اغلب زنان گونه برجسته‌تری نسبت به مردان دارند. پروتز گونه می‌تواند گونه‌های مردانه را زنانه کند. در پروتز گونه از روش تزریق چربی یا ژل استفاده می‌شود اما برجسته سازی بدون تزریق چربی و ژل هم عمل گونه سازی استخوان خود فرد هست و گونه‌ای برجسته را به فرد هدیه می‌دهد

### بالا کشیدن لب
فاصله بین لب و بینی در زنان کوچکتر از مردان است و زمانی که یک زن به صورت عادی دهانش باز باشد، فاصله دندان‌های بالایی پیشین با قسمت پایینی لب بالایی بسیار کم است. برای مؤنث سازی چهره از زیر بینی اقدام به حذف پوست می‌کنند.

### پروتز لب
زن‌ها لب‌های پرتری نسبت به مردان دارند و یکی از اقدامات جراحی مؤنث سازی چهره، پروتز لب است.

### جراحی چانه
مردها چانه بلندتری نسبت به زنان دارند و در عوض زنان چانه گردتر. معمولاً چانه مردان یک حالت صاف و مربع مانند و گوشه‌دار است. یکی از اقدامات جراحی مؤنث سازی چهره، تبدیل چانه مردانه به زنانه است.

### جراحی فک
فک مردان بلندتر و با زاویه بیشتری نسبت به فک زنان است و در جراحی مؤنث سازی چهره فک مردانه اصلاح می‌شود

### جراحی سیبک گلو
مردان اغلب سیبک گلوی بزرگتری نسبت به زنان دارند و به همین علت صدای بم‌تر نسبت به زنان دارند. سیبک گلو را می‌توان با جراحی اصلاح کرد و آن را زنانه کرد. جراحی سیبک گلو یکی از اقدامات مؤنث سازی چهره محسوب می‌شود.

### اقدامات کمکی
زیباسازی و جوان‌سازی چهره معمولاً همزمان با جراحی مؤنث سازی چهره انجام می‌شود. این اقدامات می‌تواند شامل اصلاح افتادگی پلک‌ها یا اصلاح چروک گردن باشد. این گونه اقدامات معمولاً در مواردی انجام می‌شود که مراجعه‌کننده سالخورده باشد.

### محدودیت‌ها
جراحی مؤنث سازی چهره شامل اقدامات اساسی و قوی برای این کار می‌باشد اما محدودیت‌هایی نیز دارد به عنوان مثال یک فک بلند و پهن را می‌توان توسط جراحی اصلاح کرد اما اگر فکی بیش از اندازه بلند و پهن باشد ممکن است این کار نشدنی باشد. همچنین بعضی موارد به هیچ عنوان قابل اصلاح نیست مانند اندازه چشم‌ها یا حالت جمجمه (چشم‌ها در زنان معمولاً درشت‌تر از مردان است).
یکی دیگر از محدودیت‌های جراحی مؤنث سازی چهره، هزینه‌های بالای آن است. اینگونه اقدامات به علت آنکه به عنوان جراحی زیبایی شناخته می‌شود در ایران شامل پوشش بیمه نمی‌شود.
از دیگر محدودیت‌های جراحی مؤنث سازی چهره می‌توان به طول درمان آن اشاره کرد که ممکن است فرد را برای مدتی از محیط کار دور نگه دارد.